# 盧歐語
盧歐語（Dholuo）是系屬尼羅-撒哈拉語系東蘇丹語族尼羅語支西尼羅亞語支的語言，使用人數約四百二十多萬。廣義的盧歐語包含盧歐下語支的各種親屬語言，如阿盧爾語、阿喬利語、蘭戈語等；狹義的盧歐語專指在肯亞和坦尚尼亞境內所使用的語言。
盧歐語是美國第一位黑人總統巴拉克·歐巴馬的父親老巴拉克·歐巴馬之母語。

## 外部連結
- Luo phrases and basics （页面存档备份，存于）
- Practical guide for learning Luo （页面存档备份，存于）
- Ethnologue on Luo （页面存档备份，存于）

1. ↑  盧歐語于《民族语》的链接（第18版，2015年）
2. ↑  Hammarström, Harald; Forkel, Robert; Haspelmath, Martin; Bank, Sebastian (编). . . Jena: Max Planck Institute for the Science of Human History. 2016.